# Yenne
Yenne es una comuna francesa situada en el departamento de Saboya, en la región Auvernia-Ródano-Alpes. Es la cabecera (en francés bureau distributeur) y mayor población del cantón del Bugey saboyano.

## Geografía
Ubicada a poca distancia del Ródano y al este de la Dent du Chat, destacable montaña de esta zona, la ciudad está río arriba de unas hoces escarpadas (hoces de la Balme).

## Demografía
| 1 982 | 1 964 | 1 914 | 2 063 | 2 152 | 2 359 | 2 449 | 2 599 | 2 841 | 2 981 |
| Para los censos de 1962 a 1999 la población legal corresponde a la población sin duplicidades (Fuente: INSEE [Consultar]) |       |       |       |       |       |       |       |       |       |